# Jack Krizmanich
Jack Krizmanich, właściwie John Krizmanich (ur. 16 grudnia 1978 roku w Phoenixville, w stanie Pensylwania) – amerykański aktor telewizyjny i filmowy, model.
W szkole średniej dorabiał w restauracji. W 1996 roku ukończył St. Pius X High School. Został odkryty przez agenta IMAGE Models w Penn w stanie Pensylwania. Jako model brał udział w kampanii reklamowej kanadyjskich kosmetyków M•A•C, współpracował z domem mody Louisa Vuittona, TARGET (Transeuropejski Zautomatyzowany System Ekspresowego Transferu Płatności), jego wizerunek trafił na Billboard przy Times Square. Jego telewizyjnym debiutem była postać Johna Hastingsa, przystojnego i dobrodusznego syna Davida Hastingsa w operze mydlanej NBC Pasje (Passions, 2001-2004) oraz rola Nakeda Bellmana w jednym z odcinków serialu Warner Bros. Siostrzyczki (What I Like About You, 2004). Potem pojawił się po raz pierwszy na kinowym ekranie w kontrowersyjnym dramacie kryminalnym Zawód zabójca (Shadowboxer, 2005) z Cubą Goodingiem Jr. i Helen Mirren. Popularność zdobył rolą Aarona Spencera w serialu Niegodziwa Gra (Wicked Game, 2006-2007).